# 巴拉卡德
巴拉卡德（Balaghat），是印度中央邦巴拉卡德县的一个城镇。总人口75061（2001年）。

## 人口
该地2001年总人口75061人，其中男性38628人，女性36433人；0—6岁人口8378人，其中男4316人，女4062人；识字率78.97%，其中男性为83.96%，女性为73.68%。